# Dobrevtsi
Dobrevtsi (Bulgaars: Добревци) is een dorp in Bulgarije. Het dorp maakt administratief deel uit van de gemeente Jablanitsa in de oblast Lovetsj. Het dorp ligt hemelsbreed 52 km ten westen van de stad Lovetsj en 73 km ten noordoosten van de hoofdstad Sofia.

## Bevolking
Op 31 december 2020 telde het dorp Dobrevtsi 474 inwoners. Het aantal inwoners vertoont al vele jaren een gestaag dalende trend: in 1934 had het nog 1.448 inwoners.
| Bevolkingsontwikkeling tussen 1934 en 2020          |
| --------------------------------------------------- |
|                                                     |
| Bron: Nationaal Statistisch Instituut van Bulgarije |

Het dorp wordt grotendeels bewoond door etnische Bulgaren. In 2011 identificeerden 416 van de 502 respondenten zichzelf als etnische Bulgaren (82,9%). De overige respondenten waren vooral Roma (13,9%) of Turken (1,2%).
| Etnische samenstelling van de respondenten (2011) | Etnische samenstelling van de respondenten (2011) | Etnische samenstelling van de respondenten (2011) | Etnische samenstelling van de respondenten (2011) | Etnische samenstelling van de respondenten (2011) |
| ------------------------------------------------- | ------------------------------------------------- | ------------------------------------------------- | ------------------------------------------------- | ------------------------------------------------- |
|                                                   |                                                   |                                                   |                                                   |                                                   |
| Bulgaren                                          | Bulgaren                                          |                                                   | 82,9%                                             | 82,9%                                             |
| Turken                                            | Turken                                            |                                                   | 1,2%                                              | 1,2%                                              |
| Roma                                              | Roma                                              |                                                   | 13,9%                                             | 13,9%                                             |
| Anders/Onbekend                                   | Anders/Onbekend                                   |                                                   | 2,0%                                              | 2,0%                                              |